# Caurozercon
Caurozercon es un género de ácaros perteneciente a la familia Zerconidae.

## Especies
Caurozercon Halasková, 1977
- Caurozercon duplex
- Caurozercon duplexoideus Ma, 2002
- Caurozercon similis Petrova, 1979
- Caurozercon smirnovi Petrova, 1979
- Caurozercon triplex Petrova, 1979